# Cymatium mundum
Cymatium mundum är en snäckart som först beskrevs av Gould 1849.  Cymatium mundum ingår i släktet Cymatium och familjen Ranellidae. Inga underarter finns listade i Catalogue of Life.